# Gallant Defender
Gallant Defender è un film del 1935 diretto da David Selman.
È un film western statunitense con Charles Starrett, Joan Perry e Harry Woods.

## Produzione
Il film, diretto da David Selman su una sceneggiatura di Ford Beebe con il soggetto dello stesso Beebe e di Peter B. Kyne, fu prodotto da Harry L. Decker per la Columbia Pictures Corporation e girato nel Trem Carr Ranch in California dal 25 settembre all'8 ottobre 1935. I titoli di lavorazione furono Cowboy Crusader e Gun Law. I brani della colonna sonora Blue Skies Above e Covered Wagons furono composti dal gruppo dei Sons of the Pioneers che compaiono come cantanti in alcune sequenze (con Roy Rogers come membro del gruppo).

## Distribuzione
Il film fu distribuito negli Stati Uniti dal 30 novembre 1935 al cinema dalla Columbia Pictures. È stato distribuito anche in Brasile con il titolo O Galante Defensor.

## Critica
Secondo il Morandini il film è "". Secondo Leonard Maltin il film è "".

## Promozione
Le tagline sono:
- "Outfit burned...men ambushed...YOUR NEW FIGHTING FAVORITE DECLARES WAR!".
- "THE FIGHTING PIONEER DECLARES WAR! "You burned my outfit...you shot my pals...now you'll shoot it out with me!"".
- "His men ambushed...THE FIGHTING PIONEER DECLARES WAR!".
- "HIS BLAZING SIX-GUN WRITES THE LAW as war flames anew on the range! Thrills when your new fighting favorite runs wild through a gang of killers!".